# Andrija Mandić
Andrija Mandić, cyr. Андрија Мандић (ur. 19 stycznia 1965 w Šavniku) – czarnogórski polityk narodowości serbskiej, lider Nowej Serbskiej Demokracji, deputowany, kandydat w wyborach prezydenckich, od 2023 przewodniczący Zgromadzenia Czarnogóry.

## Życiorys
Ukończył studia na wydziale metalurgiczno-technologicznym Uniwersytetu Czarnogóry w Podgoricy. Zajmował się prowadzeniem własnego przedsiębiorstwa w branży metalurgicznej i hutniczej. Na początku lat 90. zaangażował się w działalność polityczną. Był zastępcą federacyjnego ministra handlu w okresie rządów Slobodana Miloševicia. Wstąpił do utworzonej Serbskiej Partii Narodowej, od 2003 pełnił funkcję przewodniczącego tego ugrupowania. Od 2001 był posłem do Zgromadzenia Czarnogóry, pozostającej wówczas w ramach federacji.
W czasie referendum niepodległościowego w 2006, zakończonych zwycięstwem zwolenników niepodległości, wraz ze swoją partią opowiadał się za utrzymaniem federacji z Serbią. Przed wyborami parlamentarnymi w 2006 utworzył koalicję wyborczą, która skupiała ugrupowania czarnogórskich Serbów. Lista ta zdobyła w wyborach 12 mandatów i stała się największą siłą opozycyjną w parlamencie. Andrija Mandić uzyskał wówczas mandat posła do parlamentu niepodległej Czarnogóry. Został członkiem Zgromadzenia Parlamentarnego Rady Europy.
W 2008 wystartował w wyborach prezydenckich w 2008, zakończonych w pierwszej turze zwycięstwem Filipa Vujanovicia. Zajął w nich 2. miejsce z wynikiem 19,6% głosów. W 2009 został przewodniczącym Nowej Serbskiej Demokracji, ugrupowania powstałego m.in. na bazie jego dotychczasowej partii, które później współtworzyło koalicję pod nazwą Front Demokratyczny. W 2009, 2012 i 2016 wybierany na kolejne kadencje czarnogórskiego parlamentu.
Andrija Mandić został oskarżony o udział w grupie osób przygotowujących przy wsparciu GRU zamach stanu przed wyborami parlamentarnymi w 2016. Wśród oskarżonych znaleźli się też m.in. oficerowie rosyjskiego wywiadu, obywatele Serbii i Milan Knežević, inny z liderów Frontu Demokratycznego. Według oskarżenia uczestnicy spisku mieli dążyć do zabójstwa premiera i do przejęcia władzy przez siły prorosyjskie. Czarnogórska opozycja proces ten uznała za motywowany politycznie. W 2019 Andrija Mandić został skazany na karę 5 lat pozbawienia wolności. W 2021 sąd odwoławczy nakazał powtórzenie procesu. W 2020 był umieszczony na niemandatowym miejscu listy wyborczej współtworzonej przez NSD koalicji, powrócił do czarnogórskiego parlamentu w trakcie kadencji w 2022.
Kandydował również w wyborach prezydenckich w 2023, w pierwszej turze otrzymał 19,3% głosów (3. miejsce wśród 7 pretendentów). W tym samym roku ponownie uzyskał mandat deputowanego. W październiku 2023 został wybrany na przewodniczącego czarnogórskiego parlamentu.

## Odznaczenia
- Order Flagi Serbii I klasy (Serbia, 2021)[17]